# Stormskärs Maja
Stormskärs Maja – Von Liebe getragen, von Stürmen geprägt (Originaltitel Stormskärs Maja schwedisch, auf Englisch vertrieben als Stormskerry Maja) ist ein finnlandschwedisches Filmdrama von Tiina Lymi. Der Film basiert auf einer fünfteiligen Romanreihe von Anni Blomqvist über die titelgebende Maja von Stormskär eine einfache Bäuerin, deren Tage lang und voller harter Arbeit sind. Die Handlung ist Mitte des 19. Jahrhunderts auf den Åland-Inseln, zwischen dem schwedischen und finnischen Festland gelegen, angesiedelt und behandelt auch den Åland-Krieg (1854–1856). Die namensgebende Insel Stormskäret der Romanreihe und des Films ist das 0,64 km² große Väderskär, zur Gemeinde Vårdö gehörend. Der Film Stormskärs Maja kam Mitte Januar 2024 in die finnischen Kinos und feierte kurz danach beim Internationalen Filmfestival Rotterdam seine internationale Premiere. Der Kinostart in Deutschland erfolgte Anfang April 2025.

## Literarische Vorlage
Der Film basiert auf einer Romanserie von Anni Blomqvist. In den fünf Romanen schrieb Blomqvist zwischen 1968 und 1973 Geschichten aus dem Leben der Bäuerin Maja auf der Insel Stormskär, genannt Stormskärs Maja. Die einfache Frau glaubt an Gott und gewinnt mit den Jahren zunehmend an Unabhängigkeit. Die Bücher wurden bereits 1975 von Åke Lindman nach einem Drehbuch von Benedict Zilliacus als Grundlage für die Fernsehserie Maja von Stormskär verwendet.

## Produktion

### Regie und Drehbuch
Regie führte Tiina Lymi. Die finnische Schauspielerin, Filmregisseurin, Drehbuchautorin, Dramatikerin und Schriftstellerin adaptierte auch Blomqvists Romanreihe für den Film. Stormskärs Maja  ist ihr fünfter Spielfilm als Regisseurin. 

### Besetzung und Dreharbeiten
Die Schwedin Amanda Jansson, bekannt aus der Fernsehserie Tunna blå linjen, spielt in der Titelrolle Maja. Der finnlandschwedische Schauspieler Tobias Zilliacus ist in der Rolle von Majas Vater Mickel zu sehen. Linus Troedsson spielt Majas Ehemann Janne und Desmond Eastwood, bekannt aus der Fernsehserie Normal People, Lieutenant John Wilson. In weiteren Rollen sind Jonna Järnefelt als Sara Lisa, Amanda Kilpeläinen Arvidsson als Anna und Tony Doyle als Captain Harris zu sehen.
Die Dreharbeiten fanden auf Åland und in der zweisprachigen Region um die Stadt Åbo (finnisch Turku) an der Südwestküste Finnlands statt. Der finnische Kameramann Rauno Ronkainen war zuletzt für die Filme Helene von Antti J. Jokinen und Operation Omerta von Aku Louhimies tätig.

### Filmmusik und Veröffentlichung

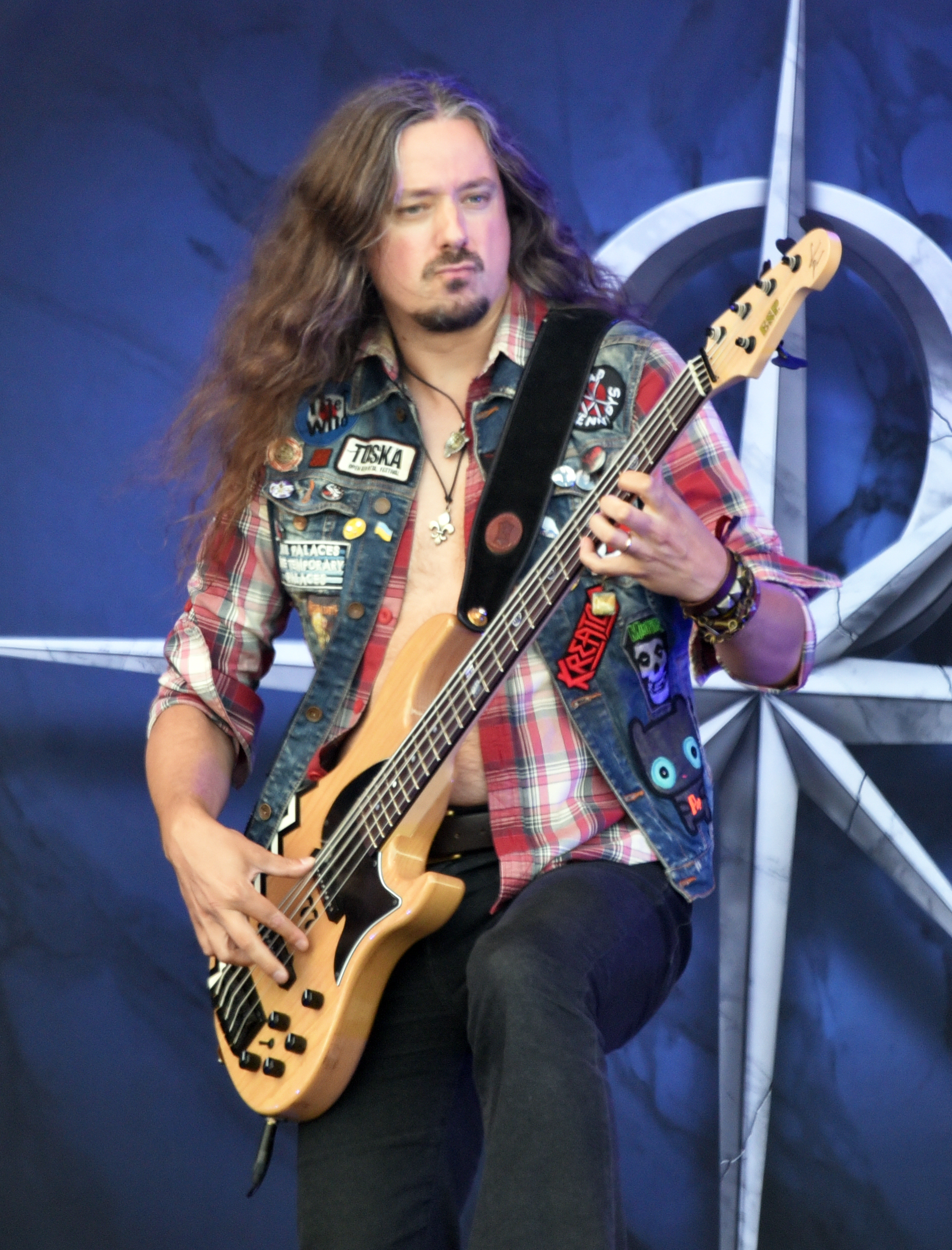
Der finnische Bassist Lauri Porra

Die Filmmusik komponierte der finnische Bassist Lauri Porra. Eingespielt wurde die Musik vom Lahti Symphony Orchestra. Das Soundtrack-Album mit insgesamt 20 Musikstücken wurde am 2. Februar 2024 von Platoon als Download veröffentlicht. Das Stück Mikael war vorab erschienen.
Die Weltpremiere des Films fand am 26. Januar 2024 beim Internationalen Filmfestival Rotterdam statt. Der Kinostart in Finnland erfolgte zuvor am 19. Januar 2024. Anfang Februar 2024 wurde er beim Göteborg Film Festival gezeigt. Im August 2024 wurde er beim Norwegischen Filmfestival in Haugesund vorgestellt. Im November 2024 wurde er beim Arras Film Festival gezeigt. Der Kinostart in Deutschland war am 3. April 2025.

## Rezeption

### Kritiken
Michael Meyns, Filmkorrespondent der Gilde deutscher Filmkunsttheater, während die Jahre und Jahrzehnte vergehen, Kinder geboren werden, der Åland-Krieg eine Phase britischer Besatzung bringt und gegenüber von einfachen Soldaten und ihrem Offizier behalte Maja mit ihrer Resilienz die Oberhand. Ein wenig zu einfach muteten manche Entwicklungen zwar an, so wenn ein Soldat sich vom Fast-Vergewaltiger binnen Minuten zu einem freundlichen Kerl wandelt, doch gerade die Länge der Erzählung trage am Ende Früchte. Auch wenn Tiina Lymi ihre Heldin bisweilen etwas zu sehr zu einer protofeministischen Figur stilisiere, lasse die anfangs noch spröde Liebe zwischen Maja und Janne, die Jahrzehnte überdauert und gegen alle Widrigkeiten besteht, Stormskärs Maja – Von Liebe getragen, von Stürmen geprägt zu einem mitreißenden Drama werden.

### Auszeichnungen
Den norske filmfestivalen 2024
- Nominierung im Hauptwettbewerb[10]

Jussi 2025
- Auszeichnung als Bester Film (Tiina Lymi)
- Auszeichnung für die Beste Hauptrolle (Amanda Jansson)
- Auszeichnung für die Beste Filmmusik (Lauri Porra)
- Auszeichnung für den Besten Filmschnitt (Joona Louhivuori)
- Auszeichnung für die Beste Ausstattung (Otso Linnalaakso)
- Auszeichnung mit dem Publikumspreis (Tiina Lymi)
- Nominierung für die Beste Regie (Tiina Lymi)
- Nominierung als Bester Nebendarsteller (Linus Troedsson)
- Nominierung für die Beste Kamera (Rauno Ronkainen)
- Nominierung für den Besten Ton (Kirka Sainio)[11][12]